# Yustrich
Dorival Knipel, detto Yustrich (Corumbá, 28 settembre 1917 – Belo Horizonte, 15 febbraio 1990), è stato un allenatore di calcio e calciatore brasiliano. Personaggio controverso, per via dei suoi modi rudi — considerati quasi militareschi — con i giocatori delle squadre da lui gestite, che sottoponeva a una rigida disciplina, fu commissario tecnico della Nazionale brasiliana per un solo giorno nel 1968.

## Biografia
Nacque in una cittadina dello Stato del Mato Grosso do Sul da genitori di origini tedesche, ma, quando ancora aveva sei mesi, la famiglia — che era attiva nell'ambito tipografico — si trasferì a Rio de Janeiro. Rimase orfano all'età di sette anni, e perciò toccò agli zii prendersi cura della sua educazione.
Svolse i suoi studi a Rio, e a tredici anni iniziò a giocare a calcio come centrocampista, nelle giovanili del Flamengo; solo due anni dopo cambiò ruolo, stabilendosi in porta. Parallelamente alla carriera sportiva, proseguiva anche quella accademica, giunta all'istruzione universitaria: studiò infatti a Niterói, insieme al collega calciatore Heleno de Freitas (sebbene in indirizzi di studio differenti: mentre Yustrich si dedicava all'agronomia, Freitas studiava legge). Data, però, la distanza con Rio de Janeiro, decise di cambiare facoltà, optando per la laurea in educazione fisica, che conseguì a Praia Vermelha.
Più avanti, una volta terminata la carriera da giocatore, lavorò anche nel corpo di polizia brasiliano, ma lasciò questo impiego per dedicarsi nuovamente al calcio, questa volta dalla panchina. Terminata anche la lunga esperienza come tecnico, condusse brevemente un programma radiofonico; quando dovette sottoporsi a un intervento di bypass aorto-coronarico, si ritirò a vita privata, gestendo un parcheggio.

## Carriera

### Giocatore
Come già detto sopra, fu il settore giovanile del Flamengo che vide Yustrich muovere i primi passi nel mondo del calcio; il suo pseudonimo gli fu assegnato dal tecnico Hermógenes, che lo paragonò a Juan Yustrich, portiere del Boca Juniors, sia per la somiglianza fisica che per l'utilizzo di un cappello simile a quello dell'argentino. Il ruolo di centrocampista non durò molto, dato che a quindici anni si trasferì all'Anadarahy per giocare (seppure per otto mesi) come portiere; dato che la sua altezza lo favoriva, anche al ritorno al Flamengo mantenne tale posizione. Di nuovo in rosa al Flamengo, fu il tecnico Flávio Costa che lo fece debuttare in prima squadra, portandolo alla titolarità, sostituendo Raimundo; nel 1939 la squadra si laureò campione statale e l'anno successivo Yustrich ottenne anche l'inclusione nella lista dei convocati per la Copa Rio Branco, ma non scese in campo. Una serie di titoli carioca vinti non gli impedì di lasciare comunque il club per il Vasco da Gama, in quel periodo allenato dall'uruguaiano Ondino Viera; in questa società, però, rimase solo otto mesi. Chiusa anche l'esperienza con il Vasco da Gama, si trasferì all'América di Rio de Janeiro, nella quale terminò la carriera da giocatore.

### Allenatore
Poco tempo dopo aver finito i suoi giorni da giocatore, nel 1948 si trasferì a Belo Horizonte, dove ebbe il suo primo incarico come allenatore, sulla panchina dell'América-MG, che portò subito alla vittoria del titolo statale, che alla società mancava da diciassette anni. Così, forte del risultato positivo, decise di accettare l'offerta dell'Atlético Mineiro, altra compagine di Belo Horizonte. Con questa società iniziò dunque un rapporto che sarebbe terminato solo molti anni dopo. Vinse dunque il secondo titolo statale personale, il primo con l'Atlético, nel 1952, facendosi notare per la durezza con la quale si approcciava ai giocatori: non tollerava infatti che portassero capelli lunghi o la barba mal curata, i ritardi e lo scarso impegno durante gli allenamenti; dal punto di vista della preparazione, quella atletica e fisica veniva curata con estrema precisione, in modo da garantire la miglior resa possibile dei giocatori in campo, che dovevano contribuire sia con la massima dedizione che con il sacrificio di alcuni aspetti della vita privata. Questa grande attenzione riversata sugli aspetti disciplinari portò presto Yustrich a un contrasto con i giocatori, specialmente con Lucas Miranda e Zé do Monte. Con il primo di essi, il tecnico arrivò anche allo scontro fisico, il che causò una richiesta di allontanamento da parte di tutti i giocatori, che si presentarono dalla dirigenza per chiedere il licenziamento di Yustrich.
Costretto dunque dalla situazione a lasciare la panchina del club mineiro, decise di andare ad allenare il Porto, cambiando dunque continente. Con i lusitani interruppe, con la vittoria del campionato, un periodo senza titoli durato diciassette anni, abbinandovi, tra l'altro, anche la conquista della coppa nazionale. Ancora una volta, però, contrasti con i componenti della rosa furono decisivi, portando il brasiliano all'abbandono dell'incarico, che comunque riprese nel corso della stagione 1958-1959, mancando però il titolo. Successivamente fece ritorno in patria, al Vasco da Gama, che guidò dal 1959 al 1960, andandosene in seguito al cambio di presidente, dopo otto mesi, per accasarsi al Bangu, che necessitava di un tecnico d'esperienza per una tournée in Europa e negli Stati Uniti. Nel 1964 guidò la piccola società del Siderúrgica di Sabará alla vittoria del Campionato Mineiro, rompendo così l'egemonica successione dei club più ricchi (Cruzeiro e Atlético Mineiro).
Nel 1968 tornò alla guida dell'Atlético Mineiro, e la Confederação Brasileira de Desportos decise di affidargli la guida della Nazionale: in pratica, il 19 dicembre 1968 l'intera squadra dell'Atlético vestì la maglia della selezione brasiliana in occasione di un'amichevole contro la Jugoslavia al Mineirão. La partita terminò tre a due in favore dei sudamericani. Nonostante la tifoseria approvasse il lavoro di Yustrich con l'Atlético, ancora una volta furono i rapporti - mai rilassati - con i suoi giocatori a causare problemi all'allenatore. Il terzino sinistro Cincunegui, uruguaiano, in seguito a una discussione scaturita dalla decisione del tecnico di allenarsi poco prima di un viaggio in aereo, arrivò a minacciarlo con un revolver calibro.38: Yustrich, sorpreso dal gesto del calciatore, gli disse che non avrebbe mai più giocato, ma poco tempo dopo lo reintegrò nella squadra, dato che era uno dei migliori elementi a sua disposizione. Durante il suo periodo all'Atlético lanciò Dadá Maravilha, sottoponendolo dapprima a un duro allenamento per migliorarne le capacità, e poi facendolo debuttare nel Campionato Mineiro. Nel 1970 prese la guida del Flamengo, che lo aveva visto vincere vari titoli statali da giocatore, e venne, al termine della prima stagione, eletto miglior tecnico. La dirigenza, però, dopo risultati non buoni, lo esonerò nel 1971. In seguito allenò il Corinthians per due annate, totalizzando ventitré vittorie in sessantatré partite, giocate a cavallo tra il 1973 e il 1974.

## Palmarès

### Giocatore

#### Competizioni nazionali
- Campionato Carioca: 4

Flamengo: 1939, 1942, 1943, 1944

### Allenatore

#### Competizioni nazionali
- Campionato Mineiro: 4

América-MG: 1948
Atlético-MG: 1952
Siderúrgica: 1964
Cruzeiro: 1977
- Campionato portoghese: 1

Porto: 1955-1956
- Coppa di Portogallo: 1

Porto: 1955-1956
- Taça Guanabara: 1

Flamengo: 1970